# Evropská silnice E115
Evropská silnice E115 je evropskou silnicí 1. třídy. Patří k páteřním evropským silnicím rozšiřujícím řadu severojižních silnic E95, E85 atd. Celá trasa leží v Rusku a spojuje velkoměsta Jaroslavl, Moskva, Voroněž, Rostov na Donu, Krasnodar a přístav Novorossijsk. 

## Trasa
Rusko
- Jaroslavl – Pereslavl-Zalesskij –
- Moskva (E22, E30, E101, E105)
- – Kašira – Jelec – Voroněž –  Kamensk-Šachtinskij (E40) – Šachty (začátek peáže E50) – Rostov na Donu (E58) – Pavlovskaja (konec peáže E50) – Krasnodar (E592)
- – Krymsk – Verchněbakanskij
- – Novorossijsk (peáž s E97)